# Thomas og Tim
Thomas og Tim er en dansk tegnefilmsserie, udsendt af Danmarks Radio i 1990'erne. Serien handler om to drenge, der ved hjælp af deres fantasi, oplever en masse eventyr som de selv finder på. I serien er der deres nabo Frida, samt drengenes hund Fif(f)i(g) og hønen Høne Bøne.

## Hovedpersoner
- Thomas er den ældste af de to brødre. Han er hemmeligt forelsket i nabopigen Frida og han holder af at læse tegneserier. Thomas er ofte ret så uintelligent, og har det med at sige og gøre ting, for bagefter være ret bange af sig af natur. Thomas kan godt lide at gå på opdagelse med sin lillebror, Tim, og i et enkelt afsnit var han også ved smide ham i vandet til en havfrue, men blev stoppet af en papegøje.

- Tim er den yngste. Han er ikke bange for nogen eller noget, med undtagelse af spøgelser. Han bærer en rød sut, hvorfor vides ikke, han mister den i to episoder. I den ene, mister han sin sut efter at være blevet stukket af en bi, hvor han går helt fra den. I en anden episode oplever han, at hans sut bliver taget af et vildt dyr, mens han selv, i deres fantasieventyr, har lagt den fra sig, idet han er nødt til at spise sne for at slukke tørsten. Han prøver altid på at få flere hårde muskler i form af sport, og nye aktiviteter. Tim mener selv han er den modigste, til trods for at han starter med at være vandskræk i et afsnit. Han er meget glad for Fif(f)i(g) og at kaste bold eller andet hvor han kan vise, hvor stærk han er.
- Frida er nabopigen til drengene, og er også Thomas' hemmelige forelskelse. Frida kan godt lide at se en god krimi i tv, hun er stor fan af “Selvis” og at lege med drengene når de keder sig. Hun har en vane med altid at sige 'børnis' og ‘om jeg må spørge?!’ og at være ret spontan af sig. Hun bliver i drengenes fantasiunivers ofte fremstillet ret voksent og sexet. Eksempelvis bliver hun i ét afsnit set som havfrue med bare bryster , i et andet som sexet sygeplejerske og et tredje som sexet Star Wars-heltinde.

- Fifi er drengenes hund og kæledyr, og er mest af alt meget livlig og udadvendt samt meget legesyg. Dens køn anses som han. I nogle situationer virker den meget modig, og andre gange meget intelligent, og er ofte den, som ender med succes til sidst i programmet. I en episode er den trommeslager, i en anden er den et uhyggeligt søslange uhyre, mens den i en anden er portør.
- Forældrene bliver aldrig fuldtud vist, men er ofte med i form af skikkelser, eller man ser glimt af dem i form af ben, hænder eller fødder. Moderen er mørk i huden, hvor faderen er mere hvid. Moderen ses oftere end faderen.

## Andre medier
Der er også lavet to pc-spil omkring serien med navnet "Thomas og Tim" (1997) og "Thomas og Tim II" (1998), lavet af pixeleers , det første spil er hvad man i dag ville kalde en blockbuster, da den kom på top 3 over de mest solgt spil i julen,1997.